# هنري بلو كلاين
هنري بلو كلاين (بالإنجليزية: Henry Blue Kline)‏ هو صحفي أمريكي، ولد في 1905، وتوفي في 1951.